# Ghetto de Kovno
Le ghetto de Kovno ou ghetto de Kaunas est un ghetto juif lituanien créé en août 1941 par le Troisième Reich à Kaunas pendant la Shoah en Lituanie occupée et qui est transformé en camp de concentration en automne 1943 puis abandonné le 8 juillet 1944. À son apogée, le ghetto compte 40 000 habitants dont la plupart sont ensuite envoyés en camp de concentration ou d'extermination, ou sont fusillés au Neuvième fort. Parmi les 37 000 Juifs de Kaunas, seuls 3 000 survivent.

## Situation de la communauté juive avant le début de la Seconde Guerre mondiale
En 1939, près de 38 000 juifs vivent à Kaunas. La communauté possède quatre journaux quotidiens en yiddish, ses écoles juives qui enseignent en hébreu ou en yiddish et une activité sioniste intense. L'occupation soviétique en 1940 met fin à toutes ces activités.

## Création
Les nazis établissent une administration civile sous le commandement du Brigadeführer Hans Cramer pour remplacer le régime militaire en place depuis l'invasion de la Lituanie le 22 juin 1941 à la suite de l'opération Barbarossa. Le gouvernement provisoire de Lituanie est officiellement dissous par les nazis après seulement quelques semaines, mais pas avant l'approbation de la création d'un ghetto sous la supervision du commandant militaire lituanien de Kaunas, Jurgis Bobelis. De nombreuses lois sont promulguées contre les Juifs et une police de sécurité lituanienne est mise à disposition des nazis pour les aider au génocide juif. Entre juillet et le 15 août 1941, les Allemands concentrent les Juifs ayant survécu aux premiers pogroms dont le massacre du garage Lietukis, soit quelque 35 000 personnes, dans un ghetto établi à Vilijampolė (Slabodka). C'est un arrondissement de petites maisons primitives et sans eau courante qui est vidé de sa population principalement juive lors de pogroms par des militants lituaniens à partir du 24 juin.

## Organisation
Initialement, le ghetto comporte deux parties, appelées le petit et le grand ghetto, séparées par la rue Paneriai et reliées par un petit pont en bois au-dessus de la rue. Chaque ghetto est entouré de barbelés et étroitement surveillé à partir du 15 août 1941 formant un ghetto fermé. Les deux ghettos sont surpeuplés, chaque personne disposant de moins d'un mètre carré. Les Allemands et les Lituaniens liquident le petit ghetto le 4 octobre 1941 et tuent la quasi-totalité de ses habitants au Neuvième Fort. Les Allemands continuent ensuite de réduire la taille du ghetto, obligeant les Juifs à déménager plusieurs fois. Courant octobre 1941, les Allemands organisent ce qui est devenu connu sous le nom de « Grande Aktion (Grossaktion) ». Ils sélectionnent environ 10 000 Juifs, dont 5 000 enfants, jugés « inaptes » à travailler. Le 29 octobre 1941, des unités d'Einsatzgruppen massacrent la plupart de ces personnes au Neuvième Fort. Le nombre de morts est de 9 200 Juifs.
Les juifs du ghetto sont contraints aux travaux forcés sur divers sites en dehors du ghetto, en particulier dans la construction d'une base aérienne militaire à Aleksotas. Le conseil juif (Aeltestenrat, Conseil des anciens) dirigé par le Dr Elkhanan Elkes et son adjoint, Leib Garfunkel, créé également des ateliers à l'intérieur du ghetto pour les femmes, les enfants et les personnes âgées qui ne peuvent pas participer aux équipes de travail. Ces ateliers emploient près de 6 500 personnes. Le conseil espérait que les Allemands ne tueraient pas les Juifs qui travaillent pour l'armée.

## Kinder Aktion
Le 27 mars 1944 se tient une Kinderaktion qui rassemble environ 1 700 enfants et personnes âgées pour les déporter à leur mort. Au cours de cet Aktion, Bruno Kittel interroge également des policiers juifs sur leur aide aux partisans juifs et en sélectionne 33 pour les exécuter au Neuvième Fort.

## Résistance

### École
Une école clandestine est mise en place dans le ghetto bien que l’enseignement soit interdit depuis 1942.

### Adoptions
À partir de 1942, les naissances ne sont plus autorisées dans le ghetto et les femmes enceintes risquent la mort. Cependant, un certain nombre de bébés âgés d'environ 9 mois à 15 mois sont exfiltrés clandestinement pour être adoptés.

### Témoignages
Tout au long de ces années d'épreuves et d'horreur, la communauté juive de Kovno documente son histoire dans des archives secrètes, des journaux intimes, des dessins et des photographies. Beaucoup de ces documents sont enfouis dans le sol lorsque le ghetto est détruit. Découverts après la guerre, ces quelques vestiges écrits d'une communauté autrefois prospère témoignent de la défiance, de l'oppression, de la résistance et de la mort de la communauté juive. George Kadish (Hirsh Kadushin), par exemple, photographie en secret les épreuves de la vie quotidienne au sein du ghetto avec une caméra cachée à travers la boutonnière de son pardessus.

### Orchestre
Un orchestre de musique s'est tenu dans le ghetto entre le 1er novembre 1942 et le 15 septembre 1943. Son chef et chef d'orchestre est le célèbre musicien lituanien d'avant-guerre Michael Hofmekler. Percy Haid, un juif né à Riga, en est le compositeur. 35 musiciens et 5 chanteurs le forment. L'orchestre donne environ 83 concerts dont la plupart se tiennent dans le bâtiment de l'ancienne Yechiva de Slobodka.

### Partisans
Le ghetto de Kovno compte plusieurs groupes de résistance juive. La résistance obtient des armes, développe des zones d'entraînement secrètes dans le ghetto et établit des contacts avec des partisans soviétiques dans les forêts autour de Kovno.
En 1943, l'Organisation générale juive de combat (Yidishe Algemeyne Kamfs Organizatsye) est créée, réunissant les principaux groupes de résistance du ghetto. Sous la direction de cette organisation, quelque 300 combattants du ghetto s'échappent du ghetto pour rejoindre des groupes de partisans juifs. Environ 70 sont morts au combat.
Le conseil juif de Kovno soutient activement la clandestinité du ghetto. De plus, un certain nombre de policiers juifs du ghetto ont participé à des activités de résistance. Les Allemands ont exécuté 34 membres de la police juive pour avoir refusé de révéler des cachettes spécialement construites utilisées par les Juifs dans le ghetto. À l'annonce de la « solution finale », le chef du Judenrat, Elchanan Elkes, est l'un des quelques à collaborer avec la résistance juive.

## Liquidation du ghetto
À l'automne 1943, les SS prennent le contrôle du ghetto et le transforment en camp de concentration de Kauen. Le rôle du conseil juif est considérablement réduit. Les nazis déplacent plus de 3 500 Juifs dans des sous-camps où une discipline stricte régissait tous les aspects de la vie quotidienne. Le 26 octobre 1943, les SS déportent plus de 2 700 personnes à partir de ce camp principal. Les SS ont envoyé les personnes jugées aptes au travail au camp de concentration de Vaivara en Estonie et déportent les enfants et les personnes âgées à Auschwitz. Le convoi n° 73 du 15 mai 1944 déporte 878 français qui sont emmenés au Neuvième Fort.
Le 8 juillet 1944, les Allemands évacuent le camp, déportant la plupart des Juifs restants (soit 25 000 personnes) au camp de concentration de Dachau en Bavière ou au camp de concentration du Stutthof, près de Dantzig. Trois semaines avant l'arrivée de l'armée rouge à Kovno, les Allemands rasent le ghetto avec des grenades et de la dynamite. Pas moins de 2 000 personnes sont brûlées vives ou abattues alors qu'elles tentent de s'échapper du ghetto en flammes. L'Armée rouge entre dans Kovno le 1er août 1944. Des quelques survivants juifs de Kovno, 500 survécurent dans les forêts ou dans un unique bunker qui échappa à la détection lors de la liquidation finale.

## Prisonniers notoires
- Aharon Barak (survivant)
- Ephraim Oshry (survivant)
- Elchonon Wasserman (arrêté alors qu'il était en déplacement)
- Mordechai Pogramansky (survivant)
- Zvi Griliches (survivant)
- Avraham Tory (survivant)
- Sara Ginaite (survivante)
- Chaim Yellin
- Rivka Wolbe (survivante)

### Sources
- Cet article contient des extraits du United States Holocaust Memorial Museum et utilisé en accord avec la GFDL.
- (en) Mishell, William W, Kaddish for Kovno: Life and Death in a Lithuanian Ghetto, 1941-1945, Chicago, Chicago Review Press, 1988 (ISBN 1-55652-033-6)
- (en) United States Holocaust Memorial Museum, Hidden History of the Kovno Ghetto, Boston, Little, Brown, and Co., 1997 (ISBN 0-8212-2457-3)